# 스위트 스팟 (스포츠)
스위트 스팟(Sweet spot)은 스포츠에서 테니스 클럽, 야구 배트 혹은 탁구 라켓 등에 공이 맞았을 때 가장 멀리 날아가는 부분을 의미하는 스포츠 용어이다. 
간단한 실험으로 스위트 스팟이 어디인지 알아볼 수 있다. 참고 문헌 https://www.science.go.kr/upload/board/EXHIBIT/59/j05920131101.pdf
이에 비유하여 경제학에서는 특정 제품이 그 제품의 소비자들이 구매할 의사가 생기는 가격대에서 가격을 형성하거나 그 제품을 제조하는 기업에 대한 소비자들의 선호도가 극대화되어 과거에는 유래없는 폭발적인 호황을 누리고 있을 때를 의미하기도 한다    .